# Oregon Route 224
Az Oregon Route 224 (OR-224) egy oregoni állami országút, amely kelet–nyugati irányban az Oregon Route 99E milwaukie-i csomópontja és a Ripplebrooki Kemping között halad.
A szakasz Clackamas Highway No. 171 néven is ismert.

## Leírás
Az útvonal Milwaukie Waverly Heights kerületében, az OR 99E csomópontjánál kezdődik. A Milwaukie Expressway a Lake Road-i kihajtó után az Interstate 205 és az Oregon Route 213 találkozásáig, Clackamasig tart, innen a Sunrise Expressway halad tovább. A rövid szakasz a 212-es út szintbeli kereszteződésében végződik, majd az OR 224 azzal közös nyomvonalon, kelet felé folytatódik. Délkeleti irányban, Carver kerület felé újra önálló pálya következik, majd Happy Valley-t elhagyva Bartonon és Eagle Creeken át az út az OR 211-be torkollik, és Estacadáig azzal együtt fut. Délkeleti irányban az útpálya a Clackamas-folyó keleti partját követi, közben kétszer keresztezi azt: a folyóval merőlegesen haladó túraútvonal kezdeténél, illetve a Three Lynx-i elágazásnál. A szakasz végül a ripplebrooki kempinghez vezető bekötőútnál, az erdőgazdálkodás kezelésében lévő 46-os és 57-es utak kezdeténél ér véget. Az FH-46 korábban az OR 224 részét képezte, de nem állt állami üzemeltetés alatt.

### Nyomvonal-korrekciók
- A számozási rendszer 1932-es bevezetése és 1944 között már létezett egy 224-es számú szakasz, amely az Oregon Route 99W akkori nyomvonalától indulva Monmouth-tól az Elkins Roadon át a mai 223-as út Lewisville-i csomópontjáig haladt; akkoriban az OR 223 a Falls City és Pedee között futó Airlie és Maple Grove utakat követte.

### Sunrise Expressway
A pálya Clackamastól északra eső része a Sunrise Expressway (építése alatt Sunrise Corridor) gyorsforgalmi út, melynek tervezése az 1980-as években kezdődött, de csak 2010-ben biztosították a szükséges forrásokat, így az építkezés 2013-ban indulhatott el. A 130 millió dollárba kerülő gyorsforgalmi szakaszt és a párhuzamosan futó közös gyalog- és kerékpárutat 2016. július 1-jén adták át a forgalomnak. 1989, az OR 213 Portlandet elkerülő szakaszának megépülte óta ez a környék első gyorsforgalmi szakasza.

## Fordítás
Ez a szócikk részben vagy egészben  az   Oregon Route 224 című angol Wikipédia-szócikk ezen változatának fordításán alapul.  Az eredeti cikk szerkesztőit annak laptörténete sorolja fel. Ez a jelzés csupán a megfogalmazás eredetét és a szerzői jogokat jelzi, nem szolgál a cikkben szereplő információk forrásmegjelöléseként.